# Marcel Ilpide
Marcel Ilpide (Chasseradès, 16 de março de 1904 — Nice, 11 de agosto de 1961) foi um ciclista francês. Ele terminou em último lugar no Tour de France 1930.